# Atandwa Kani
Pour les articles homonymes, voir Kani (homonymie).
Atandwa Kani, né le 6 juin 1984 à Port Elizabeth, est un acteur sud-africain. Il est connu pour incarner le jeune Nelson Mandela dans Mandela : Un long chemin vers la liberté en 2013, et la version jeune du personnage T'Chaka (en) dans Black Panther en 2018.

## Biographie
Atandwa Kani nait le 6 juin 1984 à Port Elizabeth. Il est fils de l'acteur John Kani, dont il apprend les bases du métier, puis fait ses études à l'université du Witwatersrand dont il sort diplômé en 2008.
Il actif à la télévision depuis 2007 avec des rôles récurrents dans les séries La Famille Safari puis Vie sauvage. Plus récemment en 2021, il joue dans la mini-série Chronicles of a BlEEP Year Old Woman.
En 2018, il rejoint l'univers cinématographique Marvel en interprétant la version jeune du personnage T'Chaka (en) dans Black Panther de Ryan Coogler, film dans lequel ce même personnage âgé est interprété par son père John.

## Vie privée
Atandwa Kani est marié avec la présentatrice Thembisa Mdoda (en) de 2012 à 2015. En décembre 2015 il épouse Fikile Mthwalo (en), leur divorce est annoncé en 2020.

## Filmographie

### Cinéma
- 2013 : Mandela : Un long chemin vers la liberté de Justin Chadwick : Nelson Mandela (16-23 ans)
- 2016 : The Suit (en) de Jarryd Coetsee (en) : Philemon
- 2017 : Love by Chance de Samad Davis : Chance
- 2018 : Black Panther de Ryan Coogler : T'Chaka jeune
- 2019 : Nowhere de Lin Que Ayoung (court métrage) : Lennon
- 2020 : Choices d'Elvis Chuks : Kenneth

### Télévision
- 2007-2008 : La Famille Safari (Life Is Wild) : Tumelo (7 épisodes)
- 2010-2012 : Vie sauvage (Wild at Heart) : Thabo (17 épisodes)
- 2011 : Leonardo : Giovanni (saison 1, épisode 10)
- 2012 : Tooth and Nails: A Gospel Music Story de Scottnes L. Smith (téléfilm) : Lungi
- 2014 : Kowethu : Sibu
- 2015 : The Book of Negroes (mini-série) : Gardien de prison (épisode 4)
- 2018 : Tech Bae : Xola 'X' (épisode 1)
- 2020 : Terror Lake Drive (mini-série) : Professeur (épisode 2)
- 2021-2023 : What If...? : T'Chaka jeune (saison 1, épisode 2 et saison 2, épisode 2)
- 2021 : Chronicles of a Bleep Year Old Woman (mini-série) : Mthokozisi (2 épisodes)